# Естрел
Естрел (фр. Estréelles) насеље је и општина у североисточној Француској у региону Север-Па д Кале, у департману Па де Кале која припада префектури Montreuil.
По подацима из 2011. године у општини је живело 356 становника, а густина насељености је износила 111,95 становника/km². Општина се простире на површини од 3,18 km². Налази се на средњој надморској висини од 10 метара (максималној 79 m, а минималној 5 m).

## Демографија
| 1962. | 1968. | 1975. | 1982. | 1990. | 1999. | 2011. |
| ----- | ----- | ----- | ----- | ----- | ----- | ----- |
| 157   | 164   | 163   | 176   | 229   | 269   | 356   |

График промене броја становника у току последњих година